# Hibbertopterus
Hibbertopterus es un género de euriptérido de la familia Hibbertoperidae que habitaron los pantanos de Escocia desde el Carbonífero Superior al Pérmico Superior.
Se cree que Hibbertopterus fue uno de los primeros animales acuáticos en conseguir una locomoción terrestre; se han encontrado huellas en West Lothian (Escocia) que medían unos seis metros de longitud por un metro de anchura, lo que sugiere que el animal alcanzó la longitud de 1,8 metros. La huella está rellena de arenisca y por lo tanto muestra la pista en relieve negativo (un surco aparece como una cresta).
Se alimentaban de pequeños organismos que habitaban en pantanos de agua dulce y los ríos, rastrillando en el sedimento blando con cuchillas de sus extremidades anteriores con las que capturaba pequeños invertebrados. Recientemente se ha confirmado que es un miembro derivado del grupo Stylonurina, con el género Drepanopterus puede ser un miembro basal de la superfamilia.